# Oratorio del Sacro Cuore e di Santa Teresa di Gesù Bambino
L'oratorio del Sacro Cuore e di Santa Teresa di Gesù Bambino è un luogo di culto cattolico dalle forme neoclassiche situato in via al Taro 7 a Ponte Taro, frazione di Fontevivo, in provincia e diocesi di Parma; è sussidiario della parrocchiale di Santa Maria Maddalena di Ponte Taro e fa parte della zona pastorale della Pedemontana.

## Storia
L'oratorio privato a servizio del paese di Ponte Taro fu costruito per volere di Giuseppe Antonio Folezzani a partire dal 1843; a lavori ultimati, il 12 giugno del 1849 fu consacrato dall'abate di Fontevivo.
Agli inizi del XX secolo la famiglia Folezzani donò il luogo di culto a Ida Mari, che nel 1913 fece edificare in adiacenza alla chiesa la scuola materna di Santa Teresa di Lisieux.
Nel 1964 Ida Mari lasciò per volere testamentario l'oratorio alla parrocchia di Fontevivo; nel 1971 chiamò a gestire la scuola le suore luigine, che la mantennero fino al 2009, prima di cederla alla parrocchia di Ponte Taro.
Il piccolo tempio costituì l'unico luogo di culto del paese fino al 1973, quando fu completata la nuova chiesa di Santa Maria Maddalena.
Nel 2000 l'oratorio fu sottoposto a lavori di restauro, che interessarono gli interni.

## Descrizione

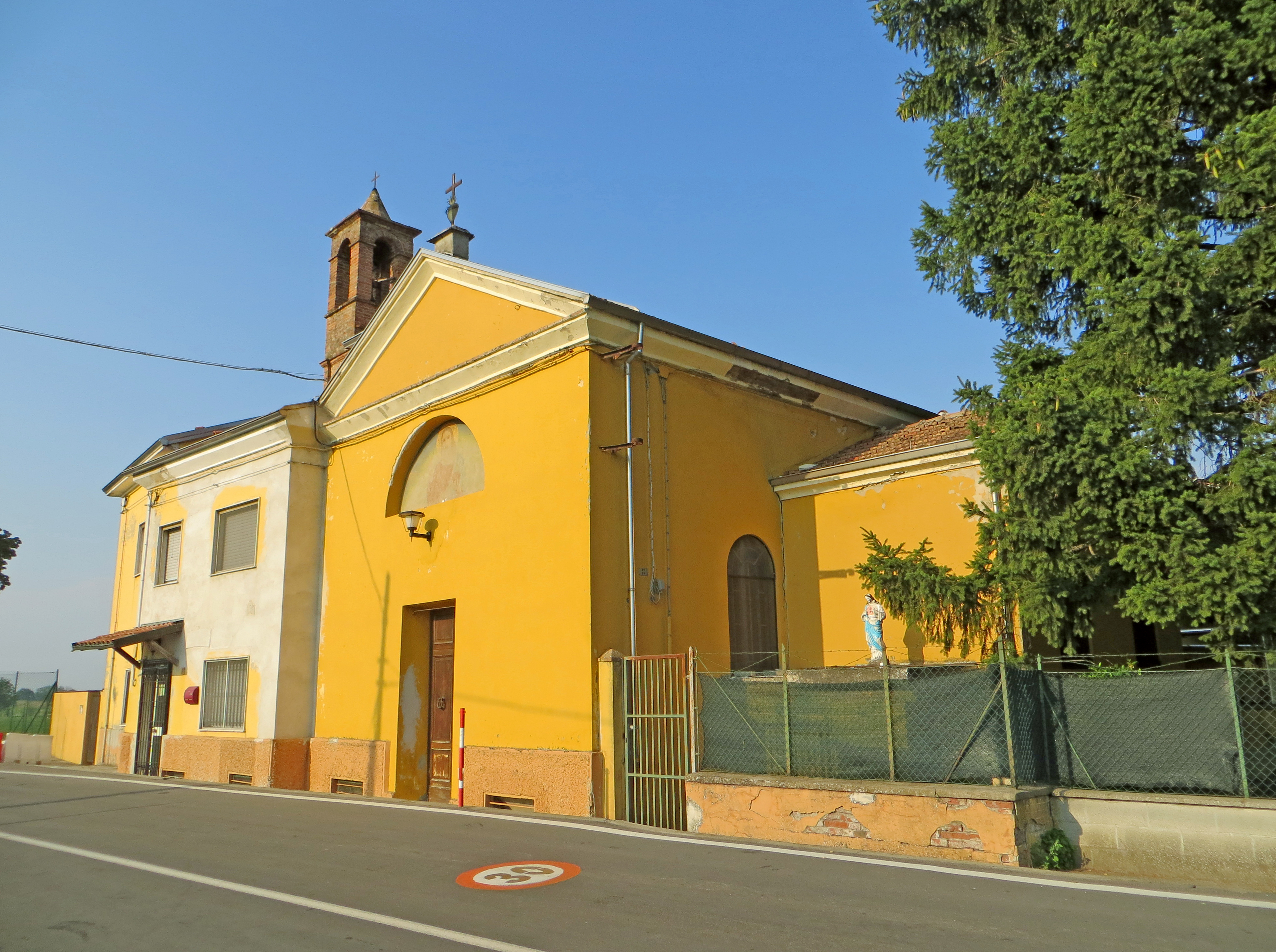
Facciata e lato sud

L'oratorio si sviluppa su una pianta a navata unica affiancata da una cappella su ogni lato, con ingresso a ovest e presbiterio absidato a est.
La simmetrica facciata a capanna, interamente intonacata, presenta un ampio ingresso centrale, sormontato da una lunetta ad arco a tutto sesto contenente un affresco raffigurante Gesù Cristo; a coronamento si staglia il frontone triangolare con cornice modanata in rilievo.
Il prospetto nord è affiancato dalla scuola materna di Santa Teresa di Lisieux, da cui emerge il sottile campanile in laterizio, con cella campanaria affacciata sui quattro lati attraverso aperture ad arco a tutto sesto.
All'interno la semplice navata, coperta da volta a botte, è affiancata dalle due ampie arcate a tutto sesto delle cappelle laterali.
Il presbiterio ad abside poligonale è coronato da una volta a botte decorata con un affresco raffigurante la Colomba dello Spirito Santo.